# ハウメアの衛星

2008年にハッブル宇宙望遠鏡で観測されたハウメアと衛星のアニメーション。ヒイアカはハウメア（中央）の周囲の明るい方の衛星であり、ナマカは暗い方の衛星である。

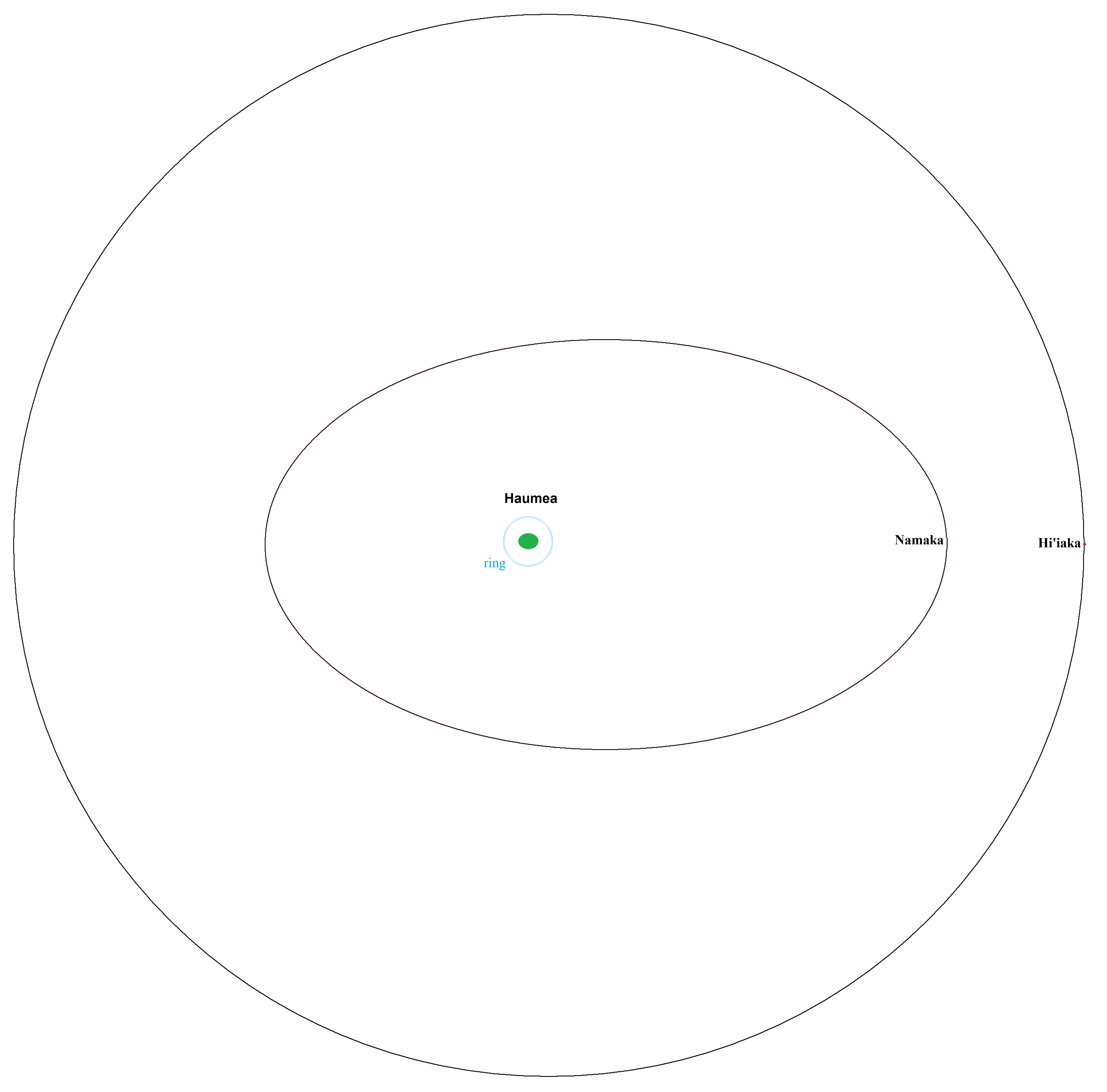
ハウメア、環、及びその2つの衛星の軌道の縮尺図

ハウメアの衛星では、準惑星であるハウメアの周囲を公転している衛星について述べる。太陽系の外側に存在する小惑星ハウメアには、ハワイの女神にちなんで命名されたヒイアカとナマカの2つの衛星が現在知られている。これらの小さな衛星は、ハワイのW・M・ケック天文台の大型望遠鏡で行われたハウメアの観測によって2005年に発見された。
ハウメアの衛星は多くの点で珍しいとされている。それらは、大きな衝突によりハウメアの氷のマントルが破壊された後、数十億年前に氷の破片から形成された、ハウメア族の一部であると考えられている。最も大きく外側を公転しているヒイアカはその表面に大量の純水の氷が存在しているが、これはエッジワース・カイパーベルト天体の中では珍しい。質量が約10分の1のナマカの軌道は軌道離心率が高く、より大きなヒイアカの影響を受けていると考えられる。

## 歴史
ハウメア（その時点では2003 EL61）の周囲を公転する2つの小さな衛星はW・M・ケック天文台を使用してカリフォルニア工科大学によって発見された。外側の衛星は2005年1月26日に発見され、発見チームに「ルドルフ」と呼称されていたが、仮符号はS/2005 (2003 EL61) 1と指定された。内側の衛星は2005年6月30日に発見され、「ブリッツェン」と呼称されていたが、仮符号はS/2005 (2003 EL61) 2と指定された。2006年9月7日には、両方の衛星には番号が付与され、(136108) 2003 EL61 I、IIとなった。
これらの衛星の恒久的な名称は、2003 EL61の名称とともに2008年9月17日に国際天文学連合によって発表された。小惑星は「ハウメア」とされ、Iが「ヒイアカ」、IIが「ナマカ」と命名された。これらは、ハワイの豊饒と出産の女神ハウメアの娘にちなんで命名された。ヒイアカは、マウナケア天文台が設置されているハワイ島の歓喜と愛国心の女神であり、ナマカは水と海の女神である。彼女は妹のペレの溶岩が海に流れ込んだ時にそれを冷やし、新しい土地に変えた。
彼女の伝説では、ハウメアの多くの子供たちは彼女の体の様々な部分から誕生した。準惑星ハウメアはほぼ岩で構成されており、表層では氷が存在している。元の氷のマントルの殆どは、ハウメアを現在の高速回転にさせた衝撃によって吹き飛ばされたと考えられている。これはハウメア族の小さなエッジワース・カイパーベルト天体によって形成された。従って、まだ検出されていないナマカよりも小さな衛星が外側に更に存在する可能性がある。ただし、HSTによる観測でハウメアの重力の影響（ヒル球）によって衛星の軌道が維持される可能性のある距離の最も近い10分の1内にハウメアの明るさの0.25%より明るい衛星は他に存在しないことが確認されている。これにより、これ以上衛星が存在する可能性は低い。

## 表面特性
外側を公転するヒイアカは直径約350 kmであり、2つの衛星の中で大きく明るい方である。赤外線スペクトルの1.5、1.65、および2 µmで観測された強い吸収特性は、その表面の大部分を覆っているほぼ純粋な結晶の水で構成された氷と一致している。異常なスペクトル及びハウメアのスペクトルの吸収線との類似性により、Brownと同僚は、エッジワース・カイパーベルト天体が重力によりとらえられ衛星となったという可能性は低いと結論付けられた。そのため、ハウメアの衛星はハウメア自体の断片であるとされた。
両方の衛星の大きさは、ハウメアと同じ赤外アルベドを持っていると仮定して計算されている。これは、スペクトルが同じ表面組成を持っていることを示しているため、合理的である。ハウメアのアルベドはスピッツァー宇宙望遠鏡で測定されている。地上に設置された望遠鏡では、衛星が小さすぎてハウメアに近いため、それらを分離することが不可能である。この一般的なアルベドに基づくと、ヒイアカの10分の1の質量である内側の衛星ナマカは直径約170 kmとなる。
ハッブル宇宙望遠鏡（HST）はハウメアから衛星の光を分離するのに十分な性能を有する。HSTのNICMOSカメラを使用したハウメアと衛星の観測により、水の氷の存在を示す1.6 µmのスペクトル線が、少なくともハウメアのスペクトルと同じ程衛星のスペクトルが強いことが確認された。
ハウメアの衛星は、口径が約2 m未満の望遠鏡では検出できないほど暗いが、ハウメア自体の視等級は17.5であり、冥王星やマケマケに次ぐエッジワース・カイパーベルト天体で3番目に明るい天体であるため、大型のアマチュア望遠鏡を使えば検出できる。

## 軌道特性
ヒイアカは約49日で軌道を一周する。ナマカは中程度の楕円形の非ケプラー軌道で18日で軌道を一周する。ハウメアの衛星の形成に繋がった衝突は太陽系で初期の頃に起こったと考えられており、その後の数十億年に渡って円軌道に潮汐減速されるべきであった。ナマカの軌道は、潮汐加速のためにハウメアから外側に軌道が移動するときに軌道が落ち着くため、より大きなヒイアカの軌道共鳴によって乱された可能性がある。これらは数回、軌道共鳴の影響を受け、その後軌道共鳴から逃れた可能性がある。これらは現在、8:3の共鳴状態にあるか、少なくともその値に近い。この共鳴は、近点引数の現在の歳差運動を年間約-6.5°、歳差運動の周期が55年であるナマカの軌道を乱すことになる。
現在、ハウメアの衛星の軌道は地球からほぼ真っ直ぐに見えており、ナマカは2009年から2011年まで定期的にハウメアを掩蔽していた。そのような現象により1980年代後半に冥王星とカロンでも起こったようにハウメアの大きさや形状の正確な観測結果を得ることが可能となった。掩蔽中に起こるわずかな明るさの変化は、検出するために少なくとも中口径の光学望遠鏡を必要とした。ヒイアカは、発見の数年前の1999年にハウメアを最後に隠蔽し、約130年間は再び掩蔽することはない。しかし、通常の衛星に特有の状況では、ヒイアカによるナマカの軌道の大きな近点移動は、ナマカによるトランジットの視野角をさらに数年間維持した。